# Robertha
Gloria Ivonne Barrera Gutiérrez (Lima, 1949), más conocida como Robertha, es una actriz y cantante peruana. Apodada la Voz del Amor, es hija de la también cantante peruana Fetiche (Rosa Gutiérrez). Desarrolló la parte de mayor éxito de su carrera en México en las décadas de 1960 y 1970, y obtuvo un disco de oro en Hollywood por la canción  «Amor no llores».

## Televisión
- 1979: Los ricos también lloran, como Roberta.
- 2019: La voz Senior, como Participante

## Filmografía
- 1979: Guyana: Cult of the Damned, como Cantante de la comuna.[5]

- 1973: Vidita negra, como Vidita

- 1972: Una mujer honesta.
- 1970: Rosas blancas para mi hermana negra, como Roberta.

- 1969: Como perros y gatos, como cantante en un club nocturno (sin créditos).

## Discografía
- 2016: Hola vida.[6]